# 合市镇
合市镇，是中华人民共和国江西省抚州市金溪县下辖的一个乡镇级行政单位。

## 行政区划
合市镇下辖以下地区：
合市村、大耿村、龚家村、塘霞村、歧岭村、斛塘村、联桥村、湖坊村、坪上村、崇麓村、肖公村、田南村、车门村、杭桥村和凤凰山村。